# Ákova
Ákova (Akova) är en ort i Grekland.   Den ligger i prefekturen Nomós Argolídos och regionen Peloponnesos, i den södra delen av landet, 100 km väster om huvudstaden Aten. Ákova ligger 77 meter över havet och antalet invånare är 167.
Terrängen runt Ákova är kuperad västerut, men österut är den platt.  Närmaste större samhälle är Argos, 4,1 km öster om Ákova. Trakten runt Ákova består till största delen av jordbruksmark.